# Chris Andries
Chris Andries (Antwerpen, 11 september 1959) is een Belgische voetbaltrainer. Hij speelde 7 keer kampioen en plaatste zich meerde malen voor de eindrondes in de nationale reeksen met clubs als Red Star Waasland, FCN Sint-Niklaas en KSV Oudenaarde.
In november 2018 werd hij trainer bij Racing Mechelen.
Van 2021 tot 2024 was Chris actief als trainer bij de dames van PSV1820 (Perk).
Chris Andries zal voor het voetbalseizoen 2024 - 2025 trainer worden bij Sporting Mechelen Ladies A.